# Ministère égyptien
Un ministère égyptien est une organisation publique chargée de mettre en œuvre une politique dans un thème précis.

## Historique
Dans le Xe siècle au Caire Fatimide, on a une liste détaillée des bureaux du calife : 
- dîwân al-ahbâs ( « de mainmorte » = fondations pieuses et mainmorte)
- dîwân al-barîd (« de poste »)
- dîwân al-tartîb (« d’organisation » = chancellerie, rédaction d’actes)
- dîwân al-rawâtib (salaires des civils)
- dîwân al-jaysh (solde de l'armée)
- dîwân al-kharâj
- dîwân al-Shâm (sur la Syrie)
- dîwân al-‘arâ’if (« corps de la troupe » = sur l’inspection des armées)
- dîwân al-Kutâmiyyîn (« berbères de Kutâma » = pour l’administration de cette tribu soutien du régime)